# Шклярска-Поремба
Шклярска-Поремба (пол. Szklarska Poręba, нем. Schreiberhau)  —  город  в Польше, входит в Нижнесилезское воеводство,  Еленегурский повят.  Имеет статус городской гмины. Занимает площадь 75,42 км². Население — 7156 человек (на 2004 год).

## История
В 1947 году на конференции, проходившей в городе, основано Информационное бюро коммунистических и рабочих партий. 
Шклярска-Поремба — место проведения Зимней Рабочей Олимпиады 1925 года.

## Персоналии
- Властимил Хофман (1881—1970) — польско-чешский художник.
- Фрейденталь, Яков (1839—1907) — немецкий философ и педагог.